# Tonocoté
Tonocoté /=hombre colorado, / jedno od plemena Lulean Indijanaca nekoć nastanjeno u današnjoj provinciji Santiago del Estero u Argentini. Na sjeveru bili su im susjedi Lule, na jugu Sanaviron, na zapadu Diaguita i na istoku rijeka Salado. Prvi puta spominju se u dokumentima iz 1574. godine. Ovo sjedičačko pleme bavilo se agrikulturom, lovom, ribolovom i sakupljanjem. Svoja polja quinoe i kukuruza su navodnjavali, i bili su pod jakim utjecajem andskih kultura. Slično Chaco-plemenima sakupljali su divlje plodove algarrobu, chañara i tunas, neko kaktusovo voće nazivano i prickly pear i drugo. Današnji Tonocoté (njih oko 6,000) poznati su pod imenom Suritas, porijekom su od Tonocota i mestika, a govore dijalektom jezika quichua santiagueño. Žive u 19 sela u departmanima San Martín, Figueroa i Avellaneda.

## Vansjske poveznice
- pueblo Tonocoté